# Siarka Jezioro Tarnobrzeg
El Stabill Jezioro Tarnobrzeg es un equipo de baloncesto polaco que compite en la TBL, la primera división del país. Tiene su sede en la ciudad de Tarnobrzeg. Disputa sus partidos en el OSiR Wisla Hall, con capacidad para 1500 espectadores.

## Nombres
- ASK KS Siarka (2002-2011)
- Siarka Jezioro  (2011-2012)
- Jezioro  (2012-2013)
- Stabill Jezioro  (2013-)

## Resultados en la Liga polaca
| Temporada | División | Liga | Posición | Play-Offs        | Copa Polaca | Competición Europea |
| --------- | -------- | ---- | -------- | ---------------- | ----------- | ------------------- |
| 2011–12   | 1        | TBL  | 5        | Cuartos de final | –           | –                   |
| 2012–13   | 1        | TBL  | 9        | –                | –           | –                   |
| 2013–14   | 1        | TBL  | 11       | –                | –           | –                   |
| 2014–15   | 1        | TBL  | 16       | –                | –           | –                   |

## Palmarés
- 1Liga
  - Campeón (1): 2010

## Jugadores destacados
| - Craig Williams - Jakub Dłoniak - Przemysław Karnowski - Szymon Łukasiak - Marcin Nowakowski - Tomasz Wojdyla - Denis Ivanov - Danylo Kozlov - Borys Sagaj - Matt Addison - Xavier Alexander - Chaisson Allen - Melsahn Basabe | - Keion Bell - LaMarshall Corbett - Michael Deloach - Nicchaeus Doaks - Andrew Fitzgerald - Russell Frederick - Kevin Goffney - Reggie Hamilton - James Helton - Dominique Johnson - Christopher Long - Josh Miller - Maurice Pearson | - Chase Simon - Eric Taylor - J.T.Tiller - Louis Truscott - Rahshon Turner - Tony Weeden - Kevin Wysocki - Stefan Blaszczynski - Pawel Storozynski - Stanley Pringle - Matt Wafula |